# Starman (Jack Knight)
Pour les articles homonymes, voir Starman et Starman (comics).
Starman est un super-héros de l'univers DC Comics. Descendant d'une lignée du héros apparue pour la première fois en 1941. Fils du premier Starman, il reprit le flambeau à contrecœur après le meurtre de son frère David (Starman #0), précédent porteur du costume.

## Historique
Jack Knight a une passion : les vieux objets. Il en a fait son gagne-pain, les revendant dans sa boutique. Peu touché par la « mission » de son père et de son frère en tant que Starman, Jack va être obligé de prendre la suite de son père alors qu'un de ses anciens ennemis a décidé de tuer toute sa famille. Il réussit à abattre David et blesse Ted, le père de Jack et David. Il reprend le rôle de Starman, le protecteur d'Opal City mais décide de changer les règles : son père devra passer plus de temps à travailler sur des inventions pouvant aider le monde que sur des gadgets de super-héros. Jack lui n'interviendra que lorsque la police aura besoin de lui.
Plus tard, Jack s'intégrera au milieu des super-héros. Il sera membre de la Justice Society of America scénarisée par James Robinson puis par Geoff Johns. Jack disparaîtra des pages de l'équipe et de l'univers DC en général une fois sa série terminée. Stargirl héritera de son bâton.
Depuis, le retour de Jack Knight est souvent annoncé par l'éditeur, mais rien de concret n'a été aperçu pour le moment.
Jack Knight a été aperçu dans Identity Crisis #1 à l'enterrement de Sue Dibny. Il est révélé dans l'épisode 23 de la série Manhunter qu'il vivrait à San Francisco, probablement passant son temps à peindre, vivant avec Sadie, sa compagne, et élevant leur fils.

## Pouvoirs
Jack est un expert en arts martiaux, Jack compte surtout sur son bâton cosmique qui absorbe l'énergie stellaire afin de le faire voler, manipuler l'énergie, créer des champs de force ou faire léviter des objets. Après quelque temps, on apprit aussi que le bâton pouvait être commandé à distance, juste par les pensées de Jack.

## Épisodes collectés en version originale
Les épisodes de la série Starman sont collectés en Version Originale dans les 10 recueils suivants :
1. Sins of the Father (#0-5)
2. Night and Day (#7-10; #12-16)
3. A Wicked Inclination (#17; #19-27)
4. Times Past (#6; #11; #18; #28; Annual #1; Secret Files)
5. Infernal Devices (#29-35; #37; #38)
6. To Reach the Stars (Annual #2; #39-41; #43; #45)
7. A Starry Knight (#47-53)
8. Stars My Destination (#55-60)
9. Grand Guignol (#61-73)
10. Sons of the Father (#75-80)

Épisodes non re-publiés : #36, 42, 44, 46, 54, 74, spécial 80 pages.
- On peut aussi rajouter à cette liste la mini-série Shade de James Robinson et plusieurs auteurs qui revient sur un personnage secondaire introduit dans la série ainsi que le one-shot Starman : The Mist.

- Les épisodes de la JSA avec Jack Knight sont en cours de publication en français par Panini Comics dans un grand format.

## Épisodes collectés en omnibus
Depuis 2008, l'ensemble des épisodes parait sous la forme d'omnibus.
1. Starman Omnibus vol 1 (juin 2008): Starman (vol. 2) 0 à 16
2. Starman Omnibus vol 2 (mars 2009): Starman (vol. 2) 17 à 29, annual 1, showcase '95 12 et showcase '96 4-5
3. Starman Omnibus vol 3 (juin 2009): Starman (vol. 2) 30 à 38, annual 2, secret files 1 et the shade 1-4
4. Starman Omnibus vol 4 (fevrier 2010): Starman (vol. 2) 39 à 46, 80 pages giant, the Power of Shazam 35-36, the Mist 1, Batman/Hellboy/Starman 1-2
5. Starman Omnibus vol 5 (octobre 2010): Starman (vol. 2) 47 à 60 et 1000000; Stars and S.T.R.I.P.E. 0, All Star Comics 80-Page Giant 1, JSA: All Stars 4
6. Starman Omnibus vol 6 (janvier 2011): Starman (vol. 2) 61 à 81

## Épisodes traduits en français
Depuis fin 2009, les omnibus de Starman font l'objet d'une traduction en français. Un premier omnibus est paru en octobre 2009, regroupant les épisodes 0 à 16.

### Documentation
- Mark Ham, « Starman, Retour de bâton comique », BoDoï, no 20,‎ juin 1999, p. 12.